# Aumento ebulloscópico
El aumento o ascenso ebulloscópico es el aumento del punto de ebullición que experimenta un disolvente puro, al formar una disolución con un soluto determinado en un solvente. El agua con sal, hierve a mayor temperatura que el agua sin sal, por ejemplo. La magnitud del ascenso ebulloscopio, {\displaystyle \Delta {\mathit {T}}_{b}\ }, se obtiene al calcular la diferencia entre la temperatura de ebullición de la disolución y del disolvente puro, {\displaystyle {\mathit {T}}_{b}\ } y {\displaystyle {\mathit {T}}_{b}^{*}\ }, respectivamente: 
{\displaystyle \Delta {\mathit {T}}_{b}:=T_{b}-T_{b}^{*}\ }
Esto sucede debido a que entre más partículas de solutos haya en la disolución, el punto de ebullición aumentará y el punto de fusión disminuirá. Esta variación se relaciona con la Entalpía de vaporización mediante la ecuación,
{\displaystyle \Delta T_{b}={\dfrac {R{T_{b}^{*}}^{2}}{\Delta H_{\text{vap}}}}}
Empíricamente, se define una ecuación en términos de la molalidad del soluto,
{\displaystyle \Delta T_{b}=i\cdot K_{b}\cdot x}
- {\displaystyle i} es el factor de van't Hoff (ver Jacobus Henricus van't Hoff), tiene en cuenta la formación de iones en la solución, indica el número de partículas formadas por cada partícula de soluto que pasa a la solución.
- {\displaystyle K_{b}}, constante de aumento ebulloscópico, característica de cada sustancia.
- {\displaystyle x}, molalidad en mol/kg.

Si se quiere ser más estricto con esta expresión, se define en términos de la actividad o más precisamente, a la actividad del soluto, {\displaystyle a=\gamma x},
{\displaystyle \Delta T_{b}=i\cdot K_{b}\cdot a}.
El factor de van't Hoff para diferentes disolventes y solutos es:
- {\displaystyle i=1}, para azúcar en agua.
- {\displaystyle i=2}, para NaCl en agua (un ion cloruro y un ion sodio).
- {\displaystyle i=3}, para CaCl2 en agua (dos iones cloruro y un ion calcio).
- {\displaystyle i=2}, para HCl en agua (se disocia completamente).
- {\displaystyle i=1}, para HCl en benceno. (no se disocia en benceno)